# オデッサ市電
オデッサ市電（オデッサしでん、ウクライナ語: Одеський трамвай）は、ウクライナの都市・オデッサに大規模な路線網を有する路面電車である。2020年現在、トロリーバス（オデッサ・トロリーバス）と共に公共事業体「オデスゴルエレクトロトランス」（ウクライナ語: КП «Одесгорэлектротранс»）によって運営されている。

## 歴史

### 第二次世界大戦まで
オデッサ市内における最初の軌道交通は1881年に開通した馬車鉄道で、続く1882年に開通したスチームトラム路線も含め、19世紀の終わりにはオデッサ市内各地に軌道網が築かれていた。一方、同時期には旧：ロシア帝国各地の都市でこれらの交通機関よりも輸送能力が高い路面電車の建設が積極的に行われるようになり、オデッサでも20世紀に入ると路面電車建設の機運が高まり始めた。それを受け、まず1906年にはオデッサ市中心部と海岸沿いのルストドルフ（Люстдорф）へ向かう路線の建設が始まり、1907年に開通した。これに続き、オデッサ市内でも1908年から路面電車の建設が行われ、1910年9月24日に営業運転を開始した。これらの路線は軌間1,000 mmでオデッサ市との契約のもとベルギーの企業によって管理が行われ、車両も同国製のものを使用していたが、後にロシア帝国各地の企業へも発注を実施し、馬車鉄道が完全に置き換えられた1917年の時点で300両もの車両が在籍していた。
第一次世界大戦やロシア革命の混乱期には路面電車の運行が一時休止し、1920年から1922年にかけては1913年に廃止されたスチームトラムが再度運行する事態になったが、1921年以降復旧工事が行われ、1927年までに戦前の路線網がほぼ運行を再開した。この時点でオデッサ市電は32系統、車両数301両（電動車242両、付随車59両）を誇り、ソビエト連邦全体でも4番目の規模を有する路面電車となっていた。
1930年代初頭には一部の系統が廃止されたが、一方で乗客数は増加の一途を辿り、より多くの車両が必要となった。だが、当時のソ連では路面電車の軌間を1,524 mm（広軌）へ統一する動きが高まっており、オデッサ市電の1,000 mmに対応した車両の製造は1934年を最後に停止し、国外からの輸入も国際事情などから困難な状況だった。そのため、オデッサ市電は自社工場で新造車両を製造する事態になったものの、最終的に軌間を順次1,524 mmへ変更することを決定し、1934年から広軌路線の運行が開始された。その過程で、ルストドルフへ向かう路線については路線の変更および一部廃止が実施されている。
第二次世界大戦（大祖国戦争）中、オデッサは枢軸国側の占領下に置かれるなど甚大な被害を受けた。路面電車も枢軸国によって一部区間が撤去されるなどの影響を受け、さらに整備もままならない状況となったことで多数の系統が運航を停止する事態になったが、それでも一部（2号線、11号線、21号線）は戦略上の重要さから終戦まで運行を続けた。

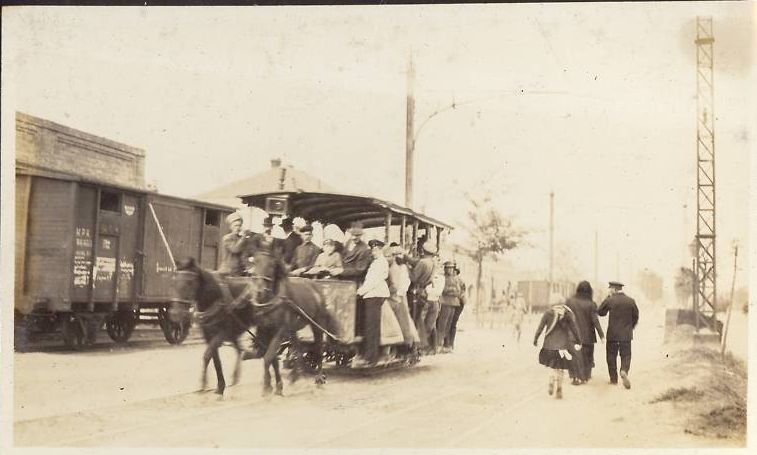
馬車鉄道（1917年撮影）
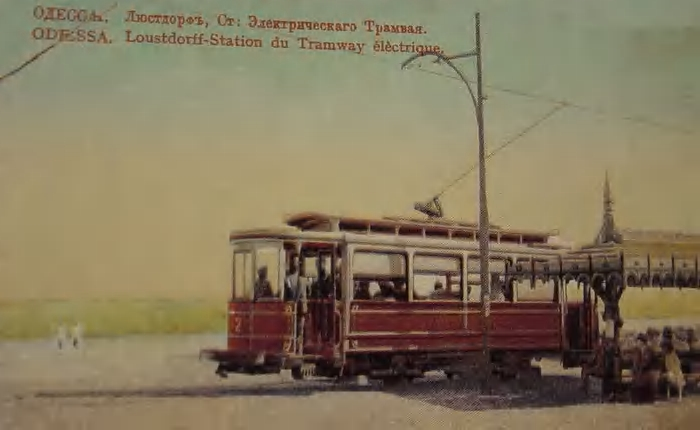
初期の路面電車

### 戦後、ソ連崩壊
第二次世界大戦で荒廃した車両や施設の本格的な復旧は1946年から始まり、資材や予算が不足する状況の中でも車両の更新・増備が行われた。また同時期にはトロリーバス（オデッサ・トロリーバス）も運行を開始し、1950年代はトロリーバスの延伸が優先されたが、1960年代以降は両者とも路線規模の拡大が実施された。1965年から1970年までに計8.8 kmが延伸され、車両もソ連のみならず東ドイツ（現：ドイツ）からも多数導入された。また1966年からはチェコスロバキア（現：チェコ）で開発されたタトラT3の営業運転が始まり、大量導入を経てオデッサ市電における標準型車両となった。1970年代後半にはオデッサ市電の路線網が最大規模に拡大したが、その一方で戦前から残存していた軌間1,000 mmは改軌および廃止が進み、最後に残った30号線は1971年をもって廃止されている。
オデッサ市の路面電車・トロリーバス管理部門（Трамвайно-троллейбусное управление）によって長らく運営されていたこれらの交通機関は、ペレストロイカなどの改革が進行していた1980年代後半以降、路線や系統の廃止により規模が縮小し始めた。経済の混乱が要因となった資金不足はソビエト連邦の崩壊後にさらに深刻化し、車両や施設の更新のみならず従業員への賃金支払いも難しい状況となった。さらに1990年代には数年に渡りこれらの交通機関の運賃が事実上無料になる事態となり、企業の再編が即急に求められた。
それを受け、1999年にオデッサ市内の路面電車やトロリーバスを運営する公共事業体「オデスゴルエレクトロトランス（КП «Одесгорэлектротранс»）」が発足し、各種交通機関の近代化や安定化へ向けての各種事業が行われることとなった。

### 近代化
オデスゴルエレクトロトランスの管理下に入ったオデッサ市電では、路線再編に伴い一部系統の廃止も行われたが、一方で新系統の開通や既存の路線の整備などの近代化工事を積極的に行っている。車両についても既存の車両の機器更新のみならず、乗降が容易な超低床電車の導入が進められており、2015年以降は自社工場で旧型車両の機器を用いた超低床電車の生産も実施している。トロリーバス事業とともに、これらの施策やそれに伴う利用客の増加などの成績から、オデスゴルエレクトロトランスは2015年から2017年にかけてウクライナにおける優良な電気輸送機関（路面電車、トロリーバス、地下鉄）運営組織に何度か認定されている。

## 運行
2020年4月の時点で、オデッサ市電では以下の系統が運行されている。運賃はトロリーバスとともに1回の乗車あたり5フリヴニャで、現金のほかに非接触式ICカードやNFCに対応したスマートフォンを用いた支払いも可能である。また1ヶ月分の定期券が180フリヴニャで発売されているほか、最短7日（42フリヴニャ）、最大四半期（500フリヴニャ）まで複数の期間で料金が設定されたサブスクリプション制度も導入している。
| 系統番号 | 起点                          | 終点                              | 営業キロ | 運行日 (時間帯)   | 備考                                                                             |
| -------- | ----------------------------- | --------------------------------- | -------- | ----------------- | -------------------------------------------------------------------------------- |
| 1        | Пересипський міст             | завод "Центроліт"                 | 17.19km  | 毎日              | [ 15 ]                                                                           |
| 3        | вул. Пастера                  | селище Люстдорф                   | 19.86km  | 毎日              | [ 16 ]                                                                           |
| 5        | Автовокзал                    | Аркадія                           | 8.73km   | 毎日              | [ 17 ]                                                                           |
| 7        | ТЦ "Суворовський"             | Пересипський міст                 | 13.96km  | 毎日              | [ 18 ]                                                                           |
| 8        | Лузанівка                     | ТЦ "Суворовський"                 | 6.18km   | 毎日              | 2020年4月8日以降オデッサにおける2019新型コロナウイルス関連の検疫制限解除まで運行 |
| 10       | вул. Іцкаха Рабіна            | пл. Тираспільська                 | 7.95km   | 毎日              | [ 21 ]                                                                           |
| 11       | станція Одеса-Товарна         | пл. Олексіївська                  | 2.69km   | 毎日              | [ 22 ]                                                                           |
| 12       | Херсонський сквер             | Слобідський ринок                 | 4.29km   | 毎日              | [ 23 ]                                                                           |
| 15       | станція Одеса-Товарна         | Слобідський ринок                 | 8.33km   | 毎日              | [ 24 ]                                                                           |
| 18       | 16-а станція Великого Фонтану | Куликове поле                     | 9.94km   | 毎日              | [ 25 ]                                                                           |
| 19       | Меморіал 411-ї батареї        | 16-а станція Великого Фонтану     | 3.06km   | 毎日              | [ 26 ]                                                                           |
| 20       | Херсонський сквер             | Хаджибейський лиман               | 7.46km   | 毎日              | [ 27 ]                                                                           |
| 21       | пл. Тираспільська             | станція Застава ІІ                | 4.58km   | 毎日              | [ 28 ]                                                                           |
| 22       | Лузанівка                     | Слобідський ринок                 | 12.16km  | 毎日              | 2020年4月1日以降運転                                                             |
| 26       | Залізничний вокзал            | 11-а станція Люстдорфської дороги | 11.46km  | 毎日 （早朝のみ） | [ 31 ]                                                                           |
| 27       | Залізничний вокзал            | Рибний порт                       | 19.11km  | 毎日              | [ 32 ]                                                                           |
| 28       | вул. Пастера                  | Парк ім. Тараса Шевченка          | 5.71km   | 毎日              | [ 33 ]                                                                           |

## 車両

### 現有車両
2020年現在、事業用を除いてオデッサ市電に在籍する車両は以下の通り。1番（№1）・2番（№2）の各車庫に在籍し、車両修理工場（вагоно-ремотные мастерские、ВРМ）で修繕や予備部品の製造、機器流用車（車体更新車）の最終組み立てが行われている。

#### タトラT3SU

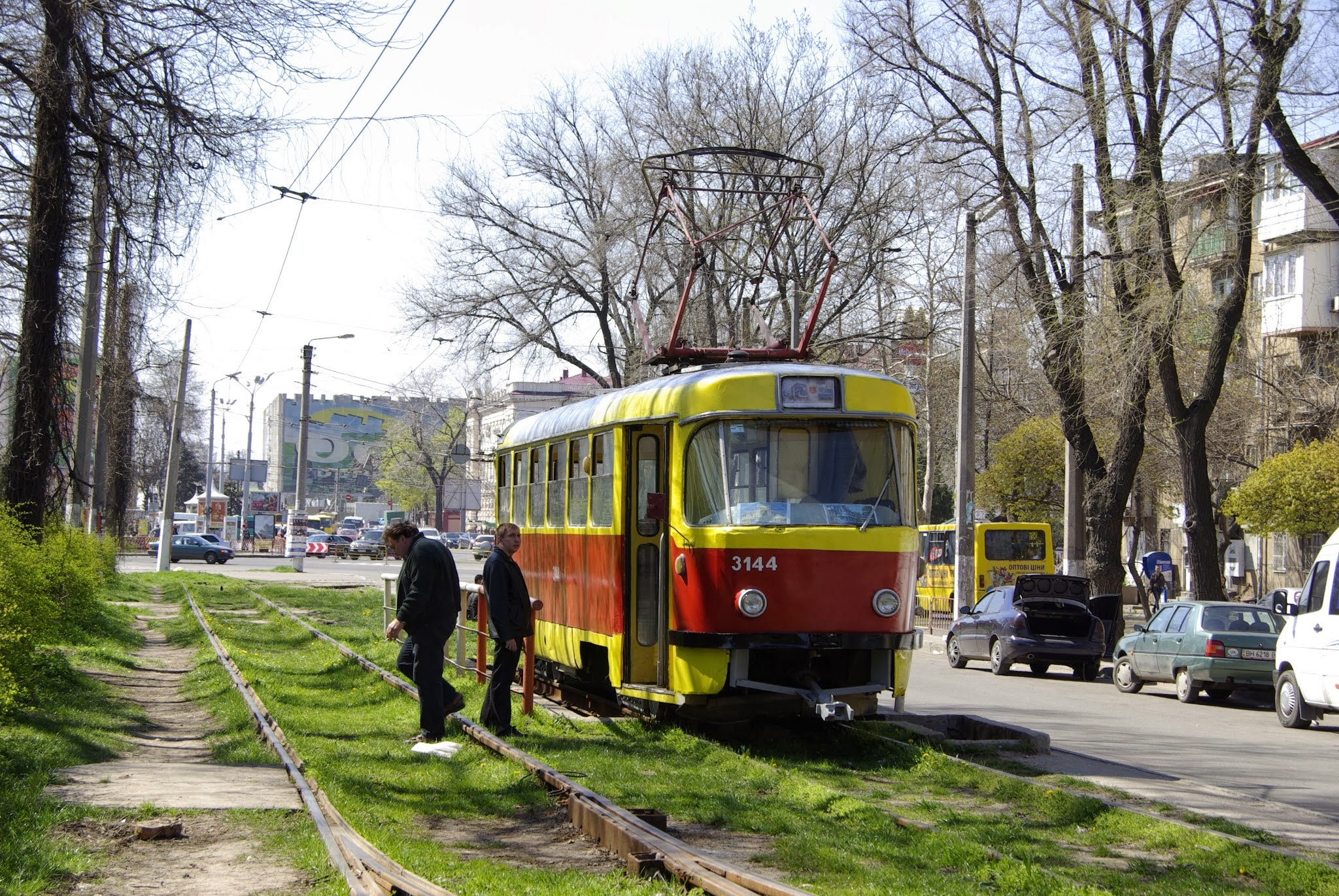
タトラT3SU（2扉車）

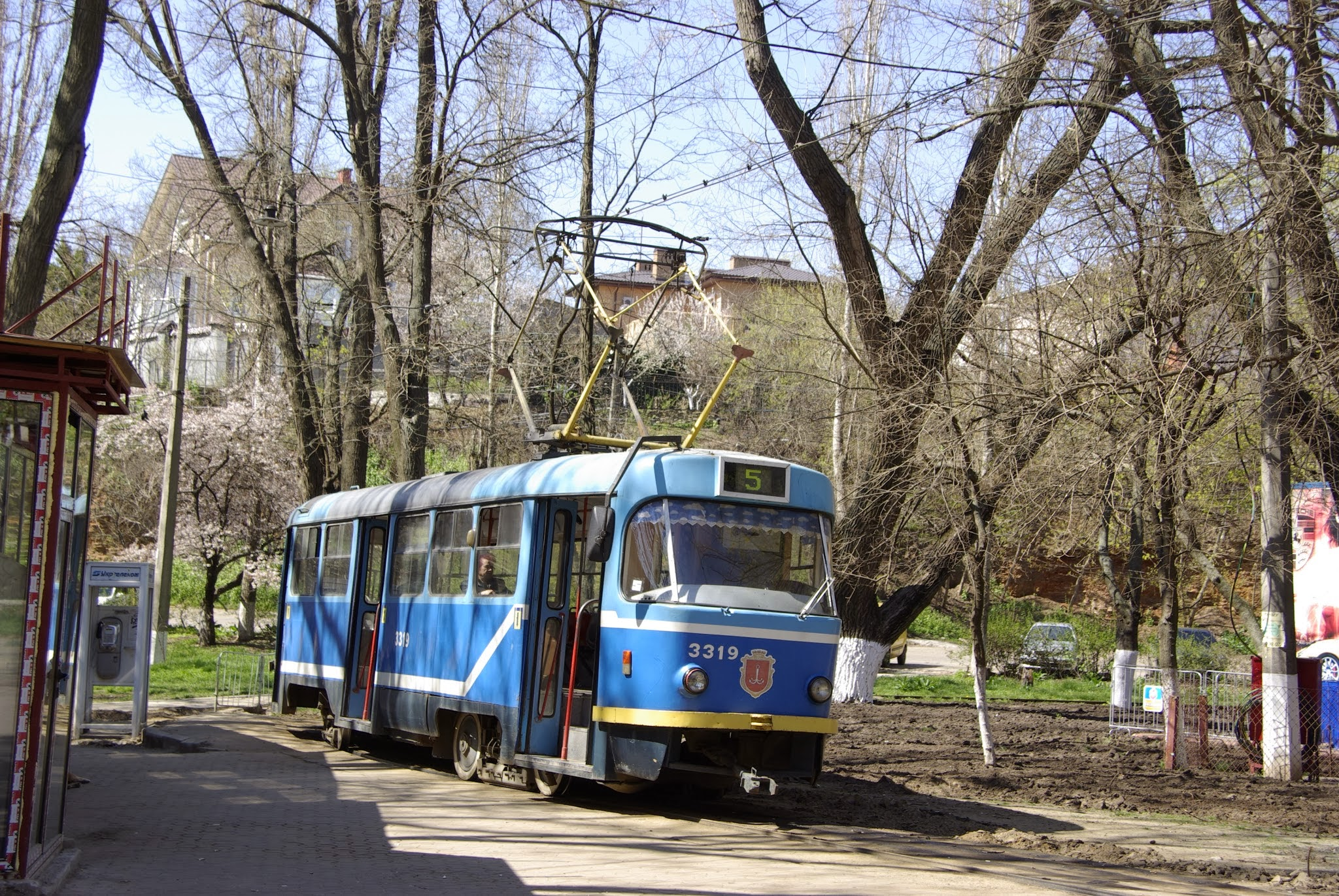
タトラT3SU（3扉車）

チェコスロバキア（現：チェコ）のČKDタトラで開発された東側諸国の標準型車両・タトラT3のうち、ソ連向けの仕様変更を施した車両。オデッサ市電には1966年から1987年まで大量導入が実施され、旧型車両の置き換えが完了した1989年からT3Mが導入された1997年までは市電の全営業用車両がタトラT3SUで統一されていた。そのうち1976年まで製造された車両は乗降扉が2箇所（前・後）、それ以降の車両は3箇所（前・中・後）に設置されている。
2024年現在在籍するのは、次項で述べる更新工事が実施されたものを除いて3扉車1両のみとなっている。

#### タトラT3R.P
2002年以降、タトラT3SU（3扉車）の多くは制御装置を従来の抵抗制御方式（加速器）から電機子チョッパ制御方式（IGBT素子）のものに交換し、エネルギー消費量や騒音を軽減させる更新工事を受け、形式名がタトラT3R.Pに変更された。改造はオデッサ市電の自社工場で実施され、2012年まで毎年12 - 16両のペースで行われたが、改造に必要な費用が高額となった事から、同年をもって改造は打ち切られた。改造を受けた111両のうち、2024年の時点で在籍するのは102両である。

#### タトラT3SUCS
ソ連向けのタトラT3SUを基に、チェコスロバキア（現：チェコ、スロバキア）各地の路面電車路線に合わせた仕様変更が実施された形式。そのうちオデッサ市電で使用されているものは、プラハ市電で新型車両（超低床電車）の大量導入によって余剰となり譲渡された車両で、2024年現在11両が在籍する。

#### タトラT3A

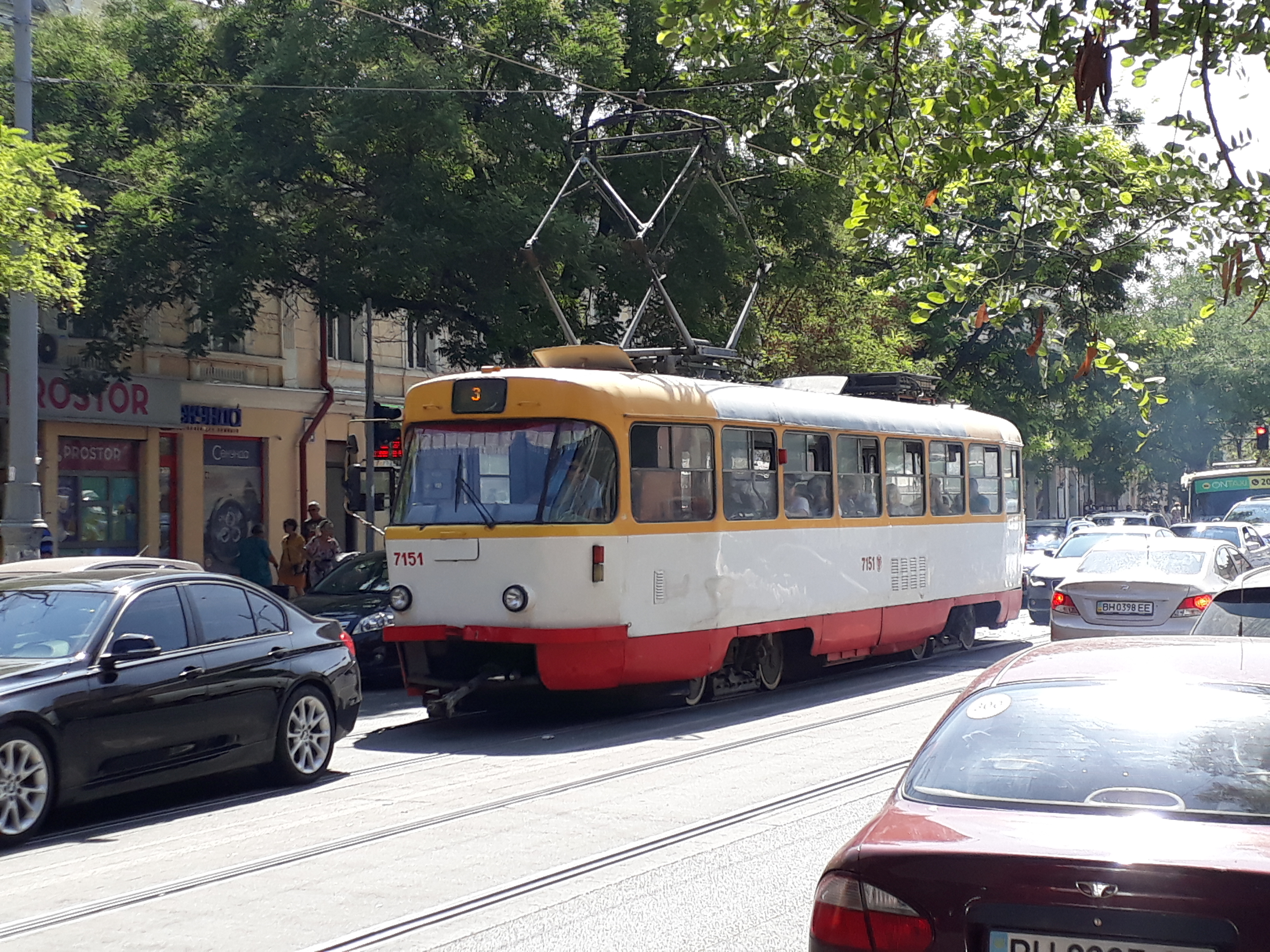
タトラT3A

タトラT3SUのうち、ラトビア（旧：ソビエト連邦）のリガ市電で機器の更新工事が実施された形式。2015年以降一部車両がオデッサ市電に譲渡されており、2024年現在13両が在籍する。

#### T-3-Od
2023年以降導入されているタトラT3SUの更新車両。2024年時点で3両が在籍する。

#### T3M

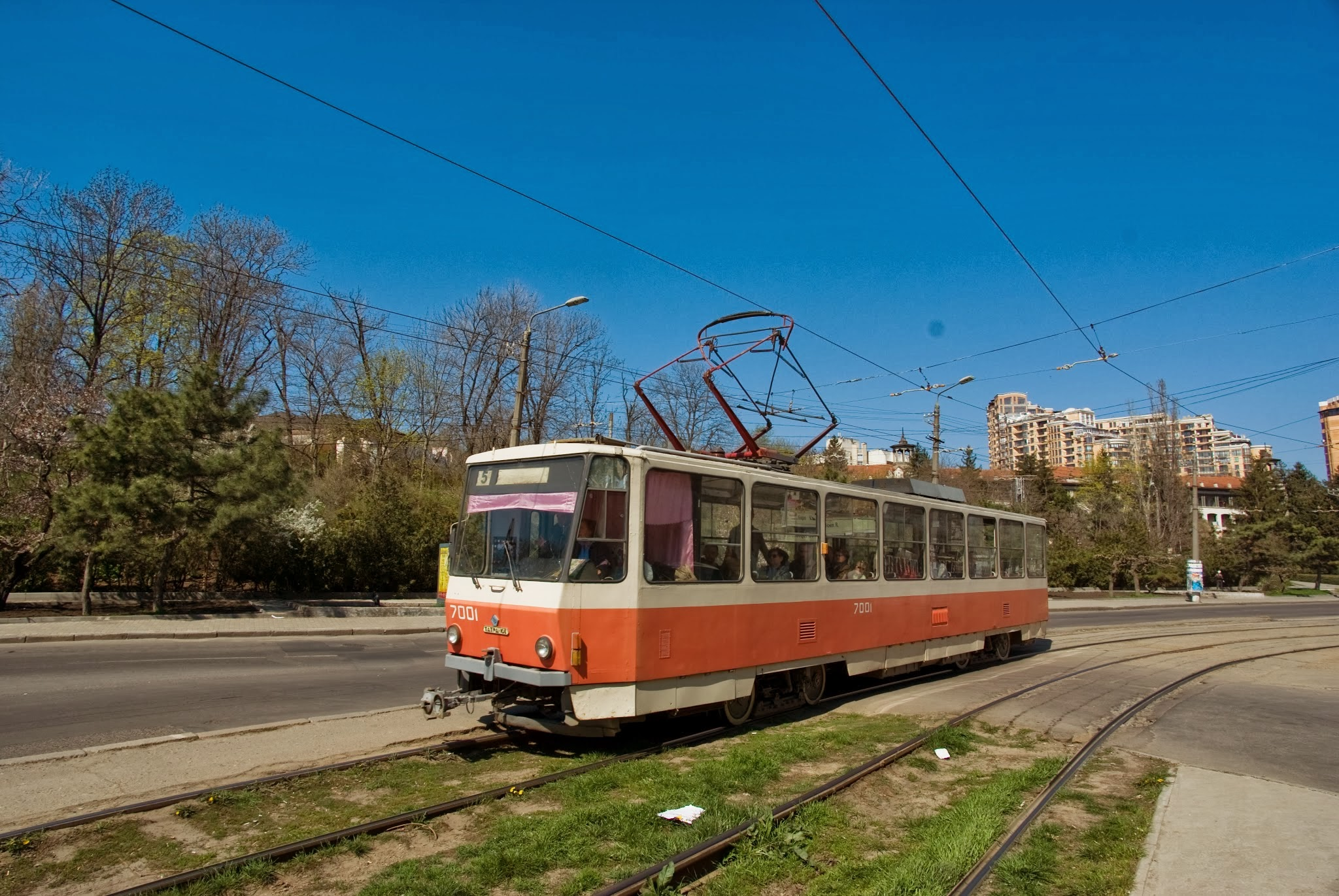
T3M

オデッサに本社を置く鉄道車両メーカーのタトラ＝ユークは、ČKDタトラの支援により設立された企業である。当初はČKDタトラが展開していたタトラT6B5（T3M）の同型車両をウクライナ各地の路面電車へ向けて製造しており、オデッサ市電には1997年に1両のみ導入された。

#### K-1

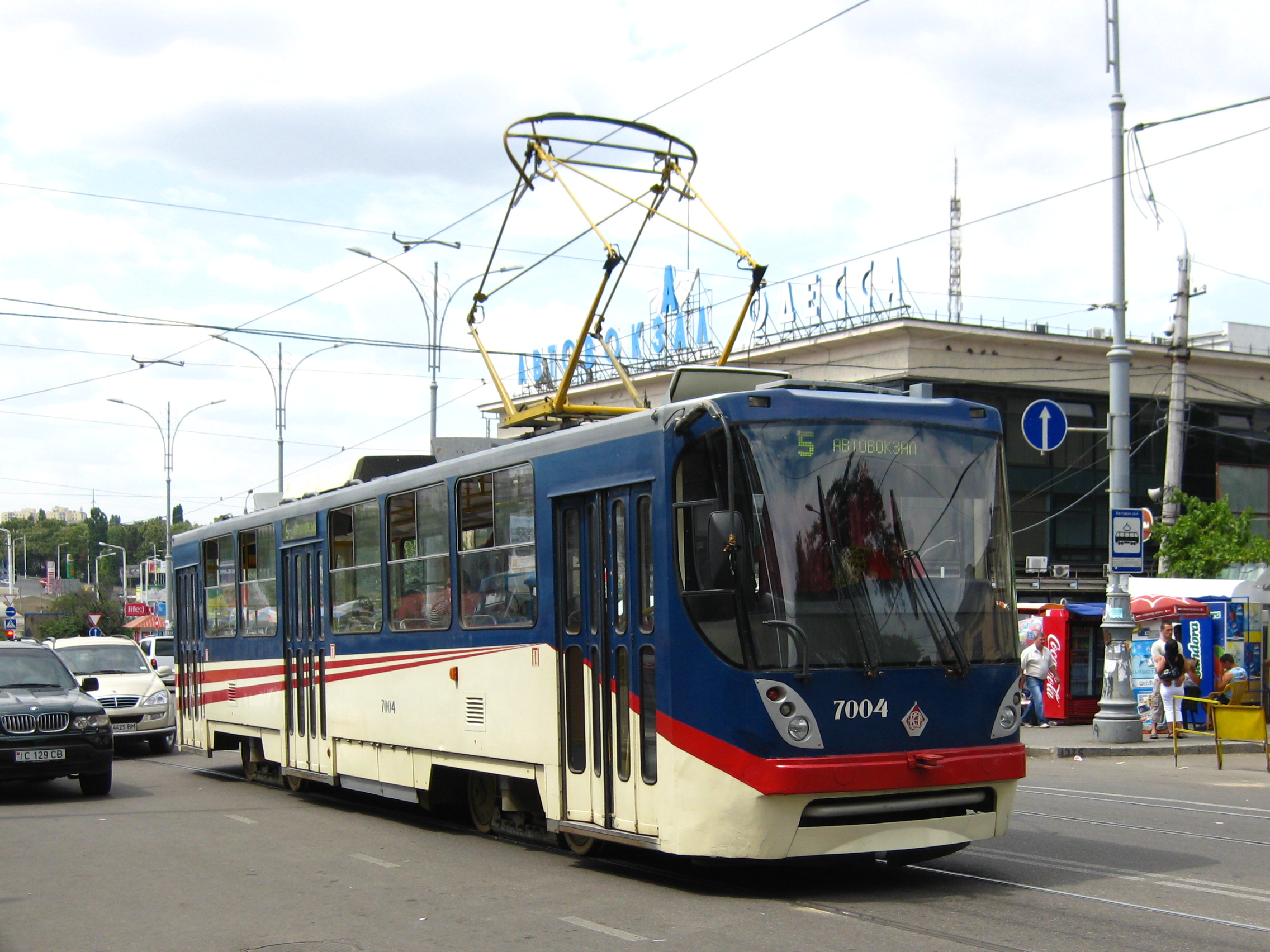
K-1

T3Mを基に設計が行われたタトラ＝ユーク製の電車。オデッサ市電には2006年と2008年に計10両が導入されたが、それ以上の導入は予算の関係で実施されなかった。車体がタトラT3よりも大きいことから、系統を限定して運行されている。2024年時点で9両が営業運転に使用されている一方、1両は留置状態となっている。

#### K-1M
K-1を基に、車体中央部を低床構造に改めた部分超低床電車。2015年にタトラ＝ユークとの間で導入契約が交わされたが、実際に導入されたのは1両のみに留まった。

#### タトラT3UA-3

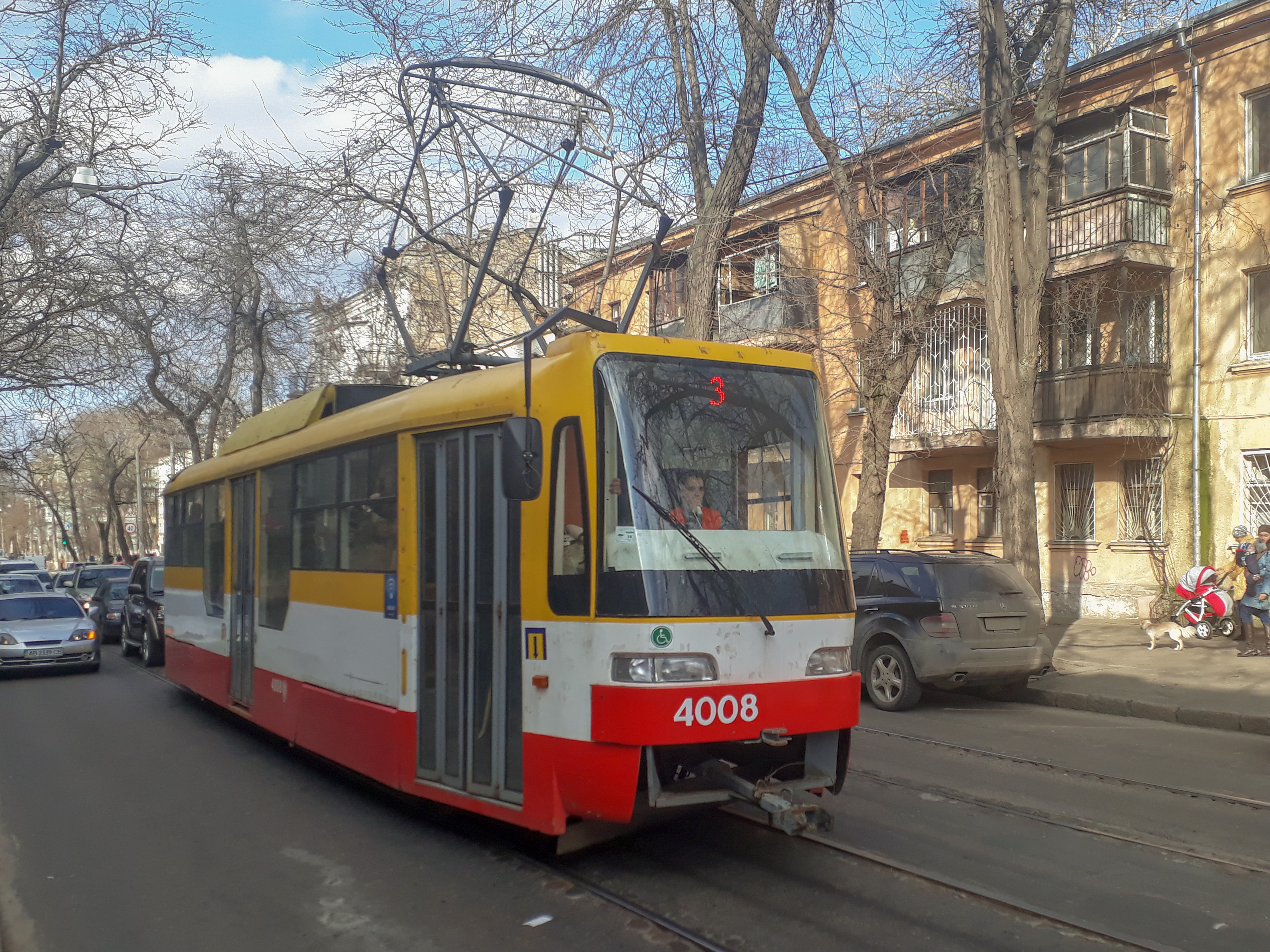
タトラT3UA-3

タトラT3SUから車輪など一部の部品を流用し、ポリテクノサービス（Политехносервис）が新造した車体や電気機器と組み合わせる形で製造された部分超低床電車で、最終組み立てはオデッサ市電の自社工場で実施された。最初に導入された3両はもともとキーウ市電（キーウ）に導入される予定だったものが予算不足により導入されず、オデッサ市電で運行されることとなった経緯を持ち、これらの営業実績が良好であったことから増備が決定した。2024年現在は16両が在籍し、T3 KVP Odという形式名で呼ばれることもある。。
また、2018年以降に製造された車両は前面デザインが変更され「オデッセイ（Одиссей）」という愛称も付けられている。こちらは2024年の時点で11両が導入されている。。

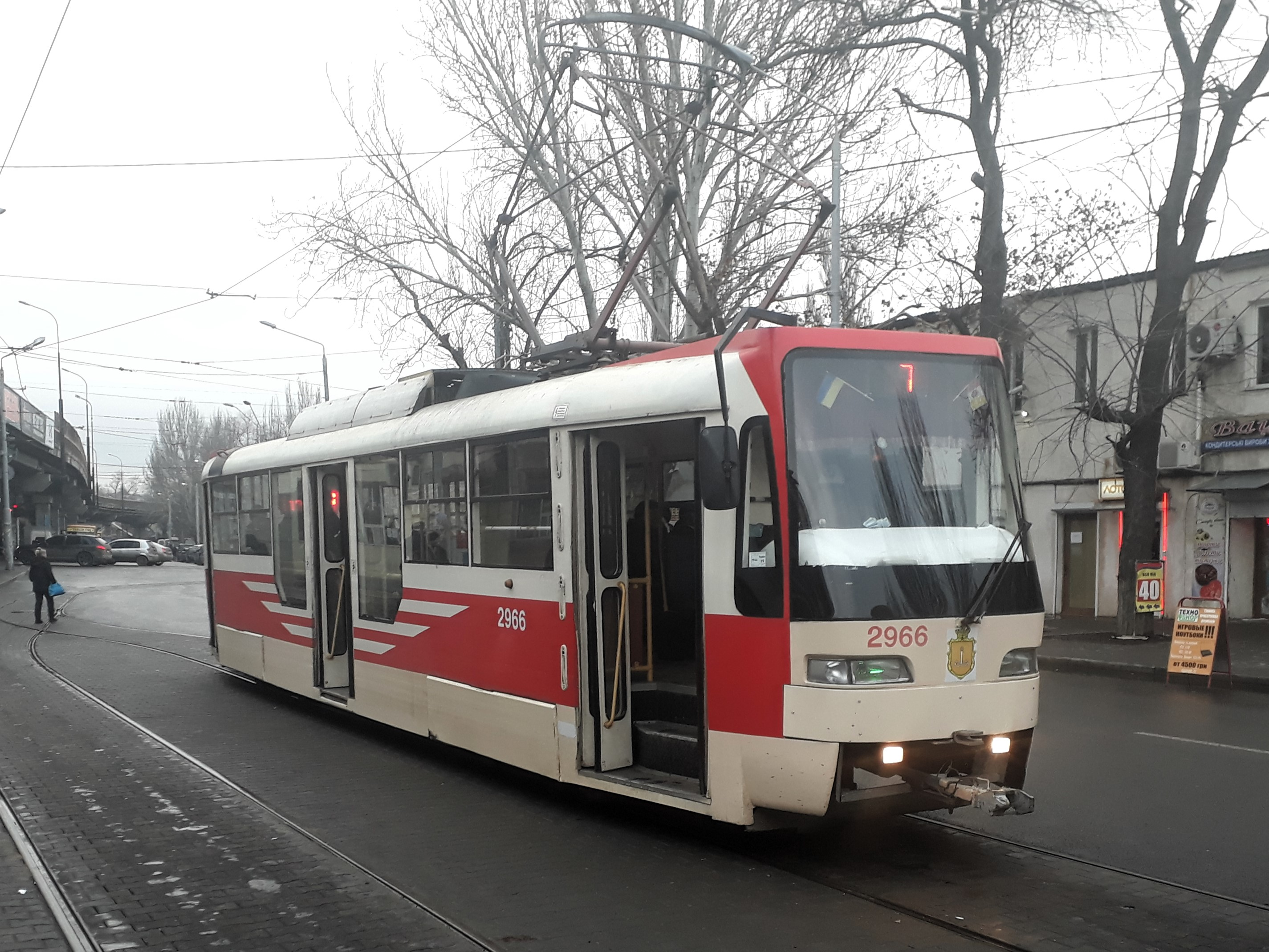
タトラT3UA-3（初期車）
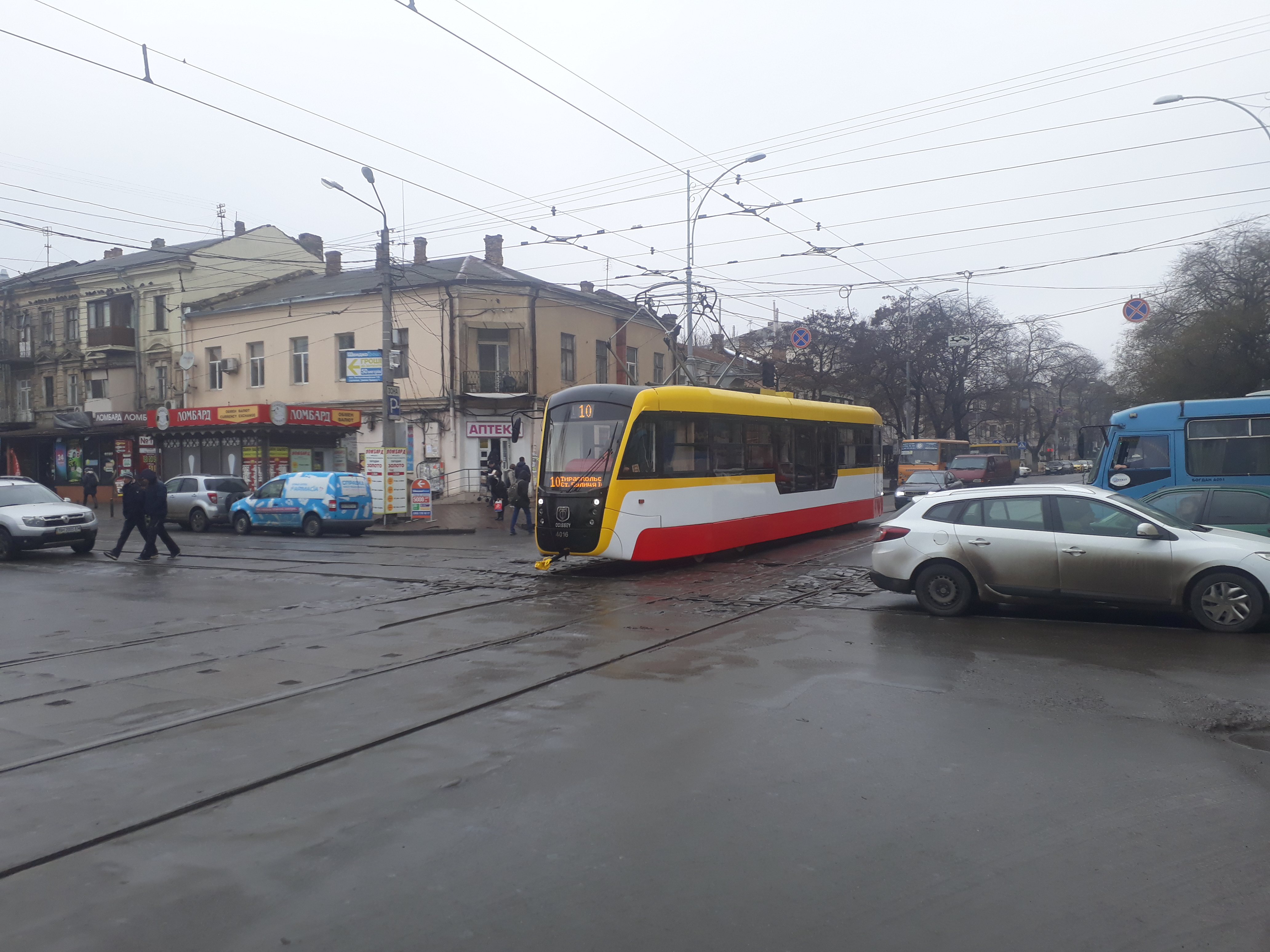
T3 KVP Od "オデッセイ"

#### K3R-N KVP

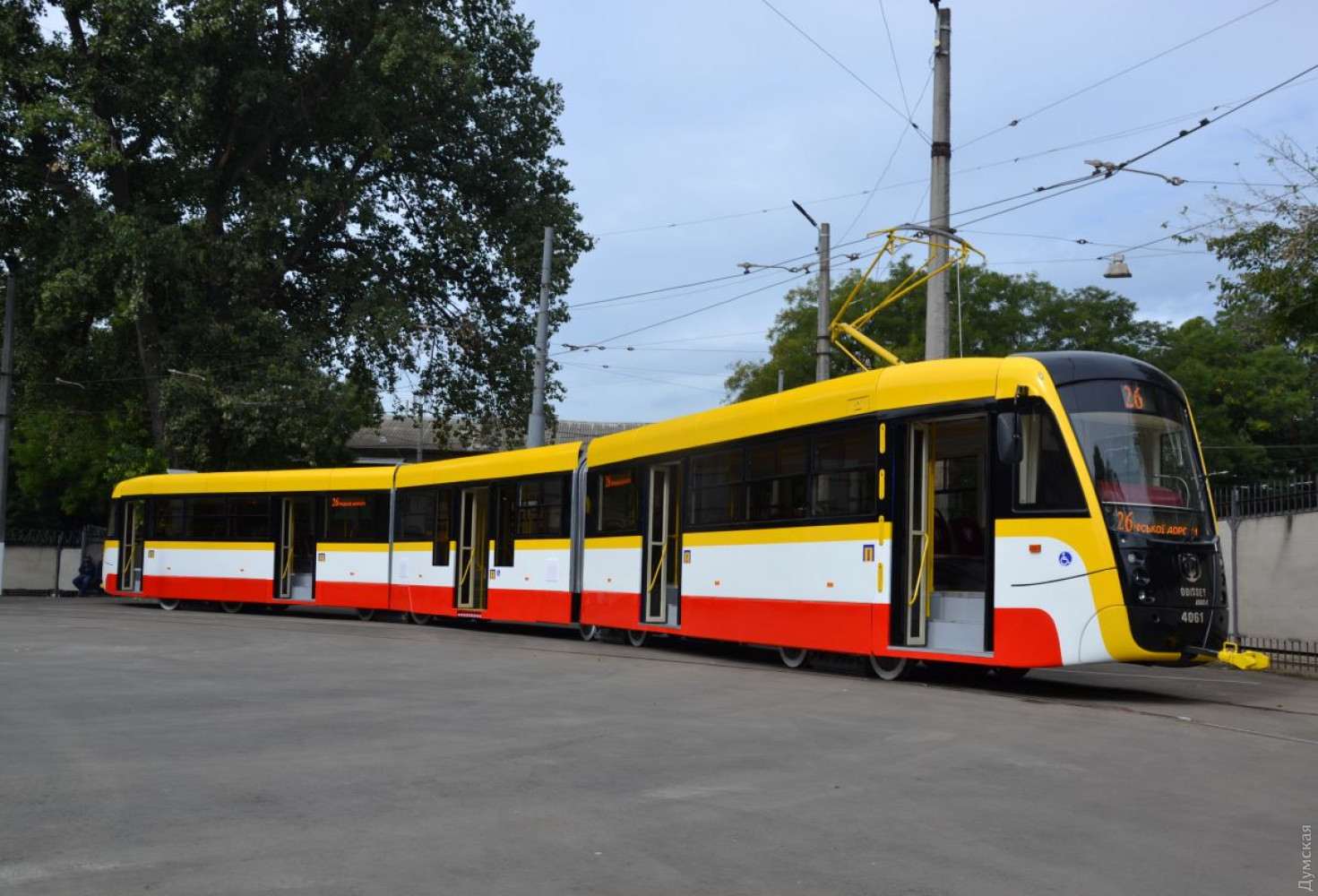
K3R-N KVP
"オデッセイ・マックス"

タトラT3UA-3（T3 KVP Od）と同様、T3SUの一部部品を用いて製造された3車体連接車。全長31 m、最大定員280人はウクライナの路面電車車両の中で最大で、「オデッセイ・マックス（Одиссей-Макс）」という愛称が付けられている。2019年から営業運転を開始し、2024年時点で4両が在籍する。

#### K1T306
タトラ＝ユークが開発した、3車体連接式の100 %超低床電車。欧州投資銀行からのウクライナの公共交通機関の近代化支援を受ける形で、2022年に13両を導入する契約が結ばれ、2023年12月に最初の車両がオデッサに到着し、翌2024年から営業運転を開始した。定員は250人（着席71人）で、最大300人収容可能な構造となっている。同型車両はキーウ市電（キーウ）にも導入されているが、一部の乗降扉の広さが異なっている。

### イベント用車両

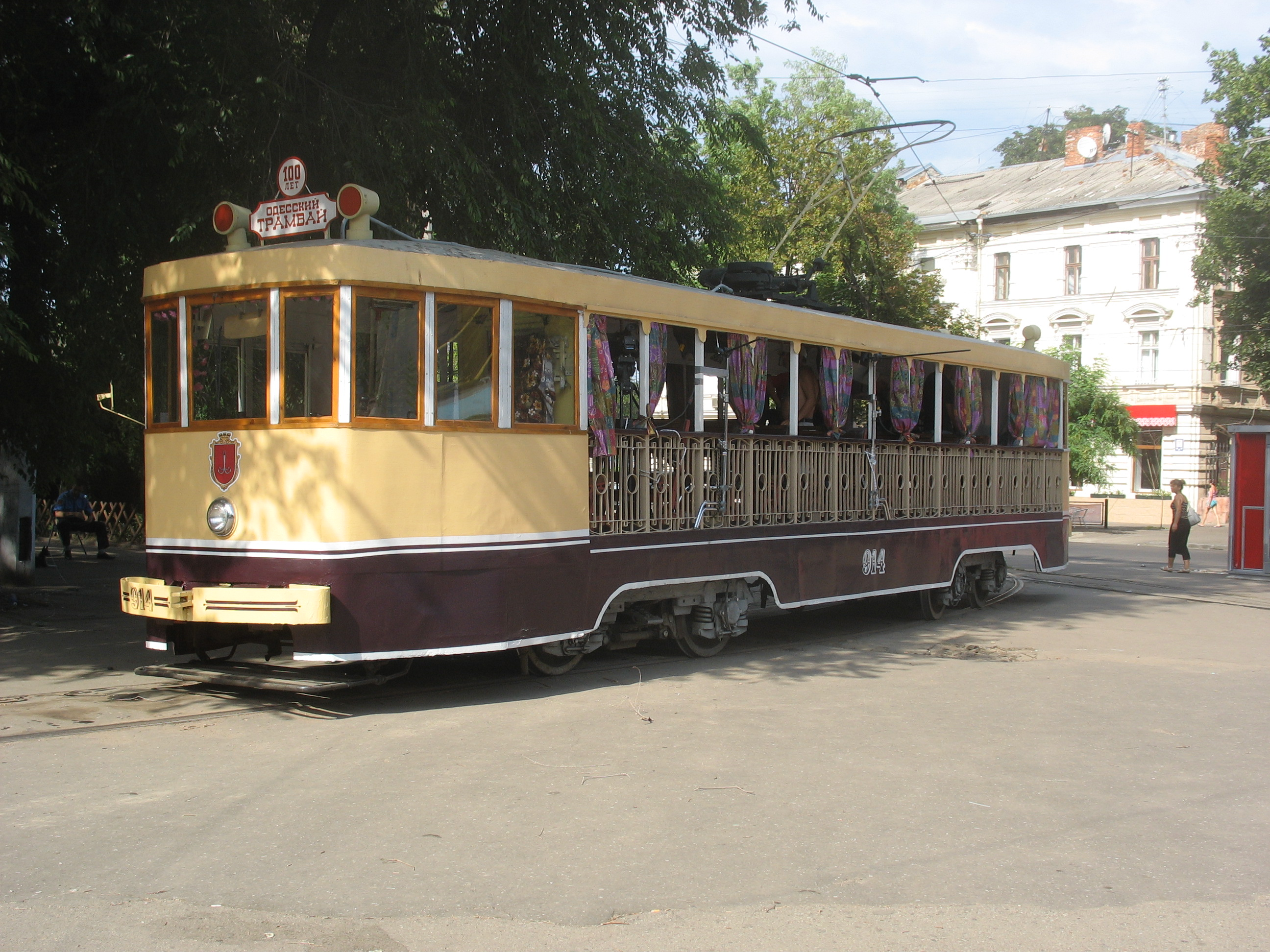
レトロ調電車

オデッサ市電にはイベント用車両として、旧型電車・MTV-82の機器を用い1980年代に製造されたオープンデッキのレトロ調電車が1両（914）在籍する。一時は老朽化で運用を離脱していたが、2010年代に大規模なリニューアル工事が行われ、2018年以降イベントや団体輸送に復帰している。

### 動態保存車両

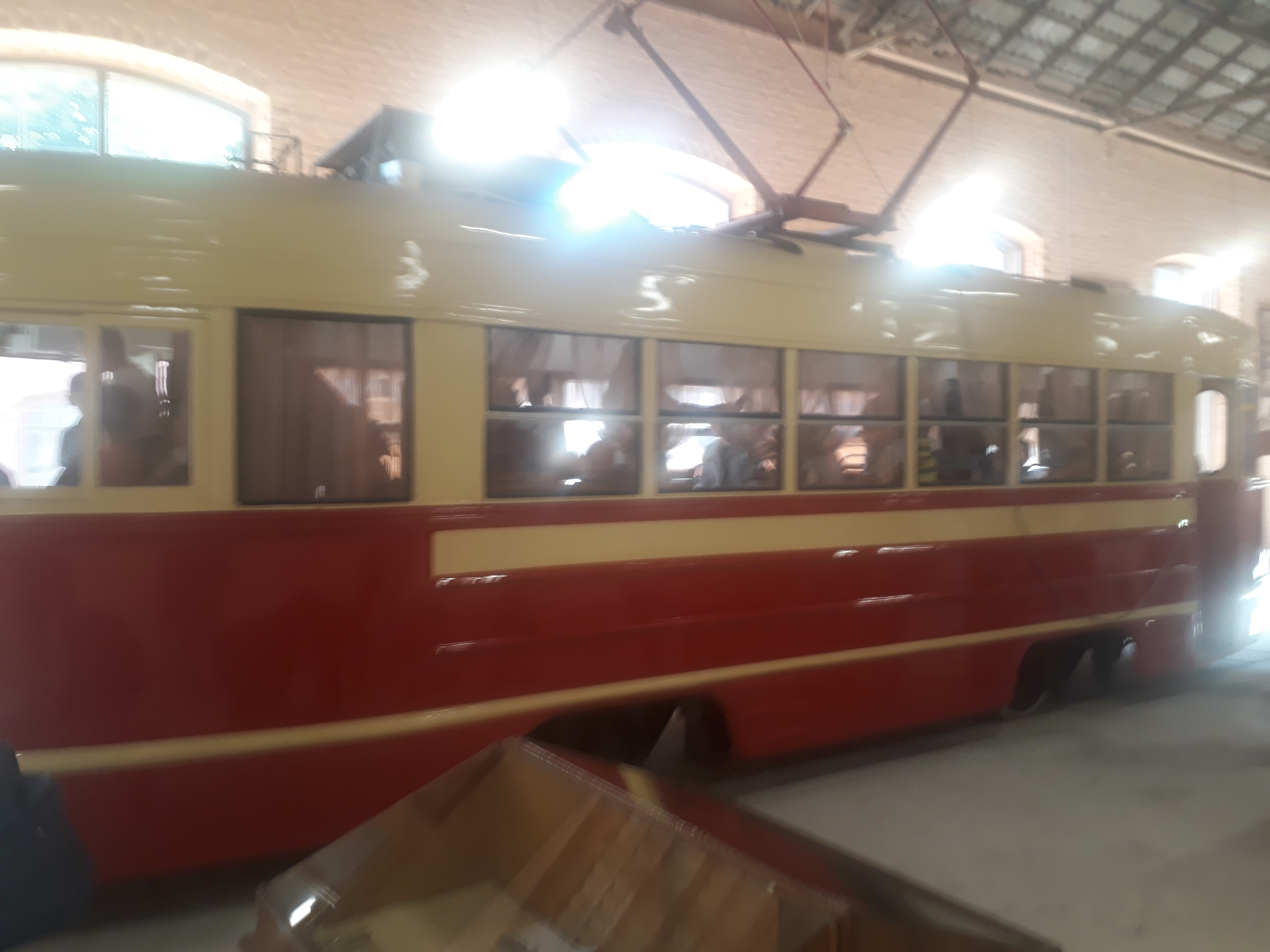
KTM-1

オデッサ市電に在籍する動態保存車両として、2020年現在2軸車のKTM-1が1両(355)存在する。営業運転撤退後は事業用車両として使用されたが、その際に両運転台に改造され、内装の復元や塗装の修繕が行われて以降も引き続き両運転台構造が維持されている。イベント時にオデッサ市電各地の路線を走行する一方、通常はトロリーバスや雪かき車等と共に車両工場に隣接したオデッサ電気輸送博物館（Одесский музей электротранспорта）に展示されており、週末に一般公開が行われている。この車両は1952年製であり、2019年の時点でウクライナの路面電車に在籍する走行可能な車両として2番目に古い車両となっている。

### 過去の車両
- Kh・M - ソビエト連邦成立後に大量生産された2軸車。オデッサ市電では軌間が1,524 mm（広軌）に変更された路線に向けて1935年から1940年にかけて電動車（Kh）が47両、付随車（M）が44両導入された[6]。
- KTM-1・KTP-1 - ウスチ＝カタフスキー車両製造工場で製造された2軸車。電動車のKTM-1と付随車のKTP-1が導入され、1970年代まで使用された。一部車両は利用客の増加に対応するため総括制御による3両固定編成（KTM-1 + KTM-1 + KTP-1）が組まれた。2020年現在、前述のとおりKTM-1が1両残存する[10][47][51][52]。
- KTM-2・KTP-2 - KTM-1の改良型車両。オデッサ市電は同形式が最後まで活躍した路線で、タトラT3SUへの置き換えが完了する1988年まで使用された[10][53]。
- MTV-82 - 第二次世界大戦（大祖国戦争）後のソ連において初めて製造された路面電車車両。この形式もオデッサ市電が現役で活躍した最後の路線となり、両運転台に改造された車両が1989年まで営業運転に使用されていた。その後も前述したレトロ調車両に加え、2020年時点で事業用車両に改造された車両が残存している[10][34][36]。
- RVZ-6 - 1964年に導入されたリガ車両製作工場製のボギー車。タトラT3SUへ置き換えられ1980年代初頭までに引退した[10]。
- T2-62・B2-62 - 東ドイツ（現：ドイツ）のゴータ車両製造製の2軸車。狭軌のまま残された系統へ向けて1963年に導入されたが、定員数が少なく車体寸法も他車と比べて小さかったことから早期にリヴィウ（リヴィウ市電）へ譲渡された[10]。